# La Grande Dame et le Mauvais Garçon
Pour plus de détails, voir Fiche technique et Distribution.
La Grande Dame et le Mauvais Garçon (titre original : Nob Hill) est un film américain réalisé par Henry Hathaway, sorti en 1945.

## Synopsis
Sally Templeton chante dans une boîte de nuit populaire du début du siècle de Tony Angelo à San Francisco, appelée la Gold Coast. Elle est également amoureuse de Tony.
Un jour, une jeune fille, Katie Flanagan, tout juste débarquée d'Irlande, arrive à la recherche de son oncle. Informée de la mort de ce dernier, Katie est sur le point d'être renvoyée par Tony sur le prochain bateau jusqu'à ce que Sally le persuade de laisser la jeune fille rester un peu.
Tony tombe sous le charme de Harriet Carruthers, une mondaine de Nob Hill, et accepte de soutenir son frère, Lash, qui est candidat au poste de procureur. Ses relations d'affaires sont mécontentes car Lash pourrait fermer des clubs comme le leur s'il était élu procureur. Sally s'oppose à l'attention qu'il porte à Harriet et accepte un emploi de chanteuse dans un autre club. Elle manque terriblement à Katie.
Après l'élection, Tony découvre que Harriet n'est pas intéressée par un avenir avec quelqu'un comme lui. Il se décourage et se tourne vers la boisson. Sally se réconcilie avec Tony, qui est également réconforté par le fait que Lash reconnaisse qu'il a l'intention d'enquêter uniquement sur les activités illégales, et non sur celles de Tony, qui sont respectables. Tout va bien jusqu'à ce que Katie s'enfuie. Après une recherche désespérée de l'enfant dans Chinatown, Tony et Sally la retrouvent enfin.

## Fiche technique
- Titre original : Nob Hill
- Titre français : La Grande Dame et le Mauvais Garçon
- Réalisation : Henry Hathaway
- Scénario : Wanda Tuchock, Norman Reilly Raine
- Direction artistique : Lyle R. Wheeler, J. Russell Spencer
- Décors : Thomas Little
- Costumes : René Hubert
- Photographie : Edward Cronjager
- Son : W. D. Flick, Roger Heman
- Montage : Harmon Jones
- Musique : David Buttolph
- Direction musicale : Emil Newman, Charles Henderson
- Production : André Daven
- Société de production : Twentieth Century-Fox Film Corporation
- Société de distribution : Twentieth Century-Fox Film Corporation
- Pays de production :  États-Unis
- Langue originale : anglais
- Format : couleur (Technicolor) — 35 mm — 1,37:1 — son Mono (Western Electric Recording]
- Genre : Comédie dramatique, Film musical
- Durée : 95 minutes
- Date de sortie :
  - États-Unis : 13 juin 1945

## Distribution
- George Raft : Tony Angelo
- Joan Bennett : Harriet Carruthers
- Vivian Blaine : Sally Templeton
- Peggy Ann Garner : Katie Flanagan
- Alan Reed : Jack Harrigan
- B. S. Pully : Joe, le barman
- Edgar Barrier : Lash Carruthers
- George Reed (non crédité) : vieil homme au El Dorado

## Chansons du film
- "I Walked In (With My Eyes Wide Open)", "I Don't Care Who Knows It" et "Touring San Francisco", musique de Jimmy McHugh, paroles de Harold Adamson
- "Holy God, We Praise Thy Name", paroles et musique de Peter Ritter
- "San Francisco", musique de Bronislaw Kaper et Walter Jurmann, paroles de Gus Kahn
- "On San Francisco Bay", musique de Gertrude Hoffman, paroles de Vincent P. Bryan
- "Hello, Frisco, Hello", musique de Louis A. Hirsch, paroles de Gene Buck
- "When You Wore a Tulip and I Wore a Big Red Rose", musique de Percy Wenrich, paroles de Jack Mahoney
- "When Irish Eyes Are Smiling", musique d'Ernest R. Ball, paroles de Chauncey Olcott et George Graff, Jr.
- "Too-ra-loo-ra-loo-ral, That's an Irish Lullaby", paroles et musique de J. R. Shannon
- "Happy Birthday to You", musique de Mildred J. Hill, paroles de Patty Smith Hill
- "Hello! Ma Baby", paroles et musique de Joseph E. Howard et Ida Emerson
- "San Francisco, the Paris of the U.S.A.", paroles et musique de Hirshel Hendler
- "What Do You Want to Make Those Eyes at Me For", paroles et musique de Joseph McCarthy, Howard Johnson et James V. Monaco
- "For He's a Jolly Good Fellow", chanson traditionnelle